# تی.۲ دارت
تی. ۲ دارت (به انگلیسی: Blackburn_Dart) یک هواگرد ملخ‌پیشین تک‌موتوره از نوع اژدرافکن ساخت شرکت هواگردسازی بلک‌برن است. هواگرد تی. ۲ دارت نخستین پروازش را در اکتبر ۱۹۲۱ میلادی انجام داد. این هواگرد در سال ۱۹۲۲ میلادی رسماً معرفی گردید و در سال‌های ۱۹۲۲–۱۹۲۸ تولید شده‌است. در مجموع، تعداد 118 فروند از این هواگرد ساخته شده‌است.